# Ercole Belloli
Ercole Belloli (Cuggiono, 16 gennaio 1832 – 1916) è stato un imprenditore italiano, pioniere nel settore della costruzione ponti, ferrovie e tranvie.
Ultimo di tredici fratelli, Ercole Belloli si distinse per una lunga serie di costruzioni di ferrovie e tranvie nella seconda metà dell'Ottocento, attività che lo fece diventare protagonista dell'affermazione in Europa dei sistemi di trasporto su ferro.

## Vita e opere
Rimasto orfano in tenera età, il Belloli svolse dapprima umili incarichi a Milano e a Genova, dove presso la famiglia Doria ricevette una prima istruzione, per poi tornare al paese natio e in seguito specializzarsi nella gestione di cantieri di costruzione di strade ferrate, ponti e viadotti. Come semplice capo operaio, coordinando una squadra di suoi concittadini, Belloli partecipò nel 1852 alla costruzione della ferrovia Torino-Susa, nel periodo 1854-1859 in quella della "strada ferrata Vittorio Emanuele" in Savoia e nel 1859-1861 operò presso i cantieri della Judela-Bilbao in Spagna.
Nel 1876 costruì, con un'impresa di cui nel frattempo era diventato titolare assieme al socio Carlo Chiappello, la tranvia Milano-Monza e nel 1877 la tranvia Cuneo-Borgo San Dalmazzo; definito dai bibliografi come "potente impresario", il Belloli era diventato un protagonista sulla scena dei trasporti e si trovava allora alle prime esperienze come concessionario di linee tranviarie a vapore. Nel medesimo anno Belloli stipulò i contratti per la costruzione del ponte di ferro di Moncalieri e di quello chiamato Regina Margherita a Torino, opera che gli valse il dono di un anello da parte del re Umberto I.
Nel 1878 la ditta inglese Jay & Co. di Londra si associò al Belloli per la costruzione delle tranvie a vapore concesse dalla Provincia di Novara: con atto notarile del 26 febbraio 1879 fu costituita allo scopo la Società Anonima dei Tramways Vercellesi (poi Società Anonima Tramvie Vercellesi, SATV) per costruire e gestire le linee concesse dalla Provincia di Novara alla stessa Jay & Co.: la Vercelli-Trino e la Vercelli-Gattinara, aperte tra il 1878 e il 1879. Diventato egli uno dei più importanti imprenditori italiani di opere pubbliche, l'impresa di Belloli costruì la tranvia Milano-Magenta/Castano Primo, inaugurata nel 1879 e le linee Casale-Alessandria e Alessandria-Sale, queste ultime mediante l'impresa che aveva fondato al nuovo socio Domenico Bellisomi; per tale opera i due vennero nominati cavalieri della Corona d'Italia. Nel 1886 è la volta della Vercelli-Casale, in occasione della cui inaugurazione Ercole Belloli coniò lo slogan: "Tramvia significa via del bene". Nel 1888 Belloli fu promotore della tranvia di Massa.
Fra le altre opere realizzate dal Belloli negli ultimi decenni dell'Ottocento figurano le tranvie Cremona-Ostiano (1889), Biella-Vercelli e Monza-Bergamo (1890) nonché le tranvie elettriche Piazza Duomo-Sempione e Milano-Musocco (1893). In tale periodo il Belloli fu in Francia, Svizzera, Spagna, Germania a costruire strade ferrate e tranvie, sempre avvalendosi in prevalenza di maestranze cuggionesi.
Nel 1900 la Cooperativa di Cuggiono avviata da Ercole Belloli arrivò a contare 600 soci-braccianti e si era già distinta per la costruzione della ferrovia Massaua-Saati, della ferrovia dall'alto al basso Congo, di quella del Gottardo, di diverse linee ungheresi, della Parma-Spezia, nonché nei lavori per lo scavo dei canali Villoresi e Cavour, delle opere di difesa delle sponde della Senna, del Danubio, del Tevere, nei lavori portuali a Taranto, La Spezia e Genova, nelle fognature di Budapest e di Vienna.
Sempre cuggionese fu il personale utilizzato per la costruzione della tranvia Ferrara-Codigoro, alla cui inaugurazione egli non poté partecipare per un improvviso malore, con un orario che prevedeva quattro coppie di treni sull'intero percorso.
Ercole Belloli morì nel 1916; una piazzetta di Cuggiono a lui dedicata porta il suo nome.